# Gare de Pagny-sur-Meuse
Gare de Pagny-sur-Meuse – stacja kolejowa w Pagny-sur-Meuse, w departamencie Moza, w regionie Grand Est, we Francji.
Została otwarta w 1852 przez Compagnie du chemin de fer de Paris à Strasbourg, a następnie stała się częścią Compagnie des chemins de fer de l’Est w 1854. Obecnie jest stacją Société nationale des chemins de fer français (SNCF), obsługiwaną przez pociągi TER Lorraine.

## Położenie
Znajduje się na wysokości 254 m n.p.m., na 307,863 km linii Paryż – Strasburg, pomiędzy dworcami Commercy i Foug.

## Linie kolejowe
- Paryż – Strasburg
- Bologne – Pagny-sur-Meuse